# Коптево (Белёвский район)
Коптево — деревня в Белёвском районе Тульской области России. Население - 0 человек (2021).
В рамках административно-территориального устройства включается в Бобриковский сельский округ Белёвского района, в рамках организации местного самоуправления входит в сельское поселение Левобережное.

## География
Деревня находится в юго-западной части Тульской области, в зоне хвойно-широколиственных лесов, в пределах северной части Среднерусской возвышенности, на берегах речки Злакомы, к востоку от автодороги Р92, на расстоянии примерно 19 километров (по прямой) к юго-юго-востоку от города Белёва, административного центра района. Абсолютная высота — 153 метра над уровнем моря.

### Климат
Климат характеризуется как умеренно континентальный, с умеренно холодной снежной зимой и тёплым летом. Среднегодовая многолетняя температура воздуха составляет 4,4 °С. Средняя температура воздуха самого холодного месяца (января) — −9,6 °C (абсолютный минимум — −42 °C); самого тёплого месяца (июля) — 18,6 °C (абсолютный максимум — 37 °C). Безморозный период длится в течение 154 дней. Продолжительность вегетационного периода составляет около 180 дней. Среднегодовое количество атмосферных осадков составляет 694 мм, из которых большая часть (411 мм) выпадает в тёплый период. Снежный покров держится в течение 127 дней. Среднегодовая скорость ветра составляет 3,8 м/с.

### Часовой пояс
Деревня Коптево, как и вся Тульская область, находится в часовой зоне МСК (московское время). Смещение применяемого времени относительно UTC составляет +3:00.

## Население
| 2010 |
| ---- |
| 0    |

### Национальный состав
Согласно результатам переписи 2002 года, в национальной структуре населения русские составляли 100 % из 4 чел.